# Kazuko Nose
Kazuko Nose (能勢和子, Nose Kazuko), née le 30 août 1939, est une femme politique japonaise, représentant la préfecture de Kōchi à la Chambre des représentants du Japon pour le Parti libéral-démocrate. Elle est également nommée au poste de secrétaire parlementaire chargée de l'Environnement, au sein des gouvernements Koizumi II et III.

## Jeunesse et carrière pré-électorale
Nose naît le 30 août 1939, dans la préfecture de Kōchi. Elle obtient son diplôme de l'université infirmière de Kōchi en 1961 et commence sa carrière à l'Hôpital de la Croix-Rouge de Kochi (ja) en juin de la même année.
Durant sa carrière, elle occupe plusieurs postes d'enseignante dans différentes écoles infirmières, dont celle de la ville de Kure, et devient en 1993 la présidente de l'association des infirmières de la préfecture d'Hiroshima, où elle travaille.

## Carrière électorale
Elle se présente en 1996 aux élections législatives japonaises, représentant le Parti libéral-démocrate dans le bloc proportionnel Chūgoku (en). Elle est élue, et fait ainsi son entrée à la Diète. Elle devient également en mars 1998 la directrice du Bureau des femmes du Parti libéral-démocrate d'Hiroshima.
Elle n'est pas réélue lors des élections de 2000, et perd ainsi son siège. Elle est alors élue à l'assemblée préfectorale d'Hiroshima (ja), où elle siège en tant que représentante de la ville de Kure pour le PLD.
Elle est réélue au même siège de la Diète à la suite des élections législatives de 2003, avant d'être nommée en septembre 2004 au poste de secrétaire parlementaire chargée de l'Environnement, au sein du gouvernement Koizumi II.
En septembre 2005, elle s'oppose, à l'encontre des ordres de son parti, au projet de privatisation des services postaux. Elle perd en conséquence le soutien de son parti, et démissionne de son poste de représentante. Elle n'est pas réinvestie par le parti lors des élections découlant de la dissolution de la Chambre des représentants, et annonce prendre sa retraite politique.  

## Prises de position
Elle justifie son opposition à la proposition de loi sur la privatisation des services postaux par son fort attachement à la politique régionale et sa conviction que cette proposition de loi se ferait aux dépens des zones rurales. 